# Predátorské ceny
Predátorské ceny jsou jedna z nekalých praktik cenové soutěže, kterou se společnosti snaží získat co nejlepší postavení na trhu. Cílem je nastavit ceny společnosti na nepřiměřeně nízkou úroveň, a to jen na určitou přechodnou dobu, během které dochází u ostatních soutěžitelů k nevyhnutelným ekonomickým ztrátám, přičemž jeho cílem je si tyto ztráty díky oslabení soutěže v budoucnu vynahradit, a to podstatným zvýšením cen.

## Pojem
Predátorské ceny jsou mezinárodně známý pojem, kterým se označuje chování, kdy je zneužito dominantní postavení firmy na trhu. Taková firma se na určitou dobu vzdá zisku ze svého podnikání tím, že nastaví ceny svých produktů nebo služeb nepřiměřeně nízko. Tato skutečnost představuje bariéru vstupu na trh pro potenciální konkurenci.

## Forma
Predátorské jednání se v praxi může sledovat ve více podobách. Zaprvé se rozlišuje, zda má predátorství vliv na stávající soutěžitele nebo na potenciální konkurenty, kteří se chystají vstoupit na trh.
- Stávající konkurence – riziko oslabení, zastrašení či vyloučení soutěžitele z trhu
- Potenciální konkurence – tzv. metoda signal jamming [3] – rozhodnutí nových soutěžitelů o nevstoupení na trh z důvodu potenciálního neúspěchu, neefektivity, nejasné budoucnosti výsledků.

Za druhé, z hlediska produktů, na kterých jsou predátorské ceny uplatňovány:
- Plošné – vztahující se na všechny produkty.
- Selektivní – zaměřující se na vybrané produkty.
- Balíčkové – v jediném balení, přičemž jeden z výrobků je nabízen za predátorskou cenu.

## Znaky

### Dominantní postavení
Dominantní postavení má podnik v případě, kdy má velkou tržní sílu, tj. že může ovlivňovat tržní cenu. A právě to mu umožňuje chovat se nezávisle na jiných podnicích nebo spotřebitelích. Společnou dominancí se pak označuje skutečnost, kdy má dominantní postavení více podniků. Tržní podíl u podniku s dominantním postavením dosahuje okolo 40 %. Podnik, který má dominantní postavení, může tuto svou výhodu zneužít. Mezi zneužití tohoto postavení patří například: vynucování nepřiměřených podmínek ve smlouvách nebo dlouhodobé nabízení a prodej zboží za nepřiměřeně nízké ceny.

### Nastavení cen na nepřiměřeně nízkou úroveň a na nepřiměřeně dlouhou dobu
Podnik se z důvodu konkurenceschopnosti snaží snižovat ceny svých výrobků a služeb. Pokud je ale cena nastavena na příliš nízkou úroveň, představuje to negativní soutěžní jev a takové ceny jsou označeny za predátorské. Za predátorské chování lze označit takové chování podniku s dominantním postavením, kdy nastaví ceny tak nízko, že dobrovolně podstupuje ztráty. Toto je z ekonomického hlediska pro podnik nesmyslné a neefektivní. 

### Predátorský záměr
Predátorským záměrem podniku s dominantním postavením je dosáhnout výlučného postavení na trhu nekalými praktikami. Konkrétně se jedná o nastavení predátorských cen. Odhalit takové chování není jednoduché. K rozeznání predátorského chování slouží přímé a nepřímé důkazy.
„Za nepřímé důkazy se považují skutečnosti, které nás směřují k závěru, že jediným vysvětlitelným důvodem pro snižování cen byla predátorská strategie.“ Pro takový závěr jsou ale nutné velmi silné podklady.
„Jako přímé důkazy mohou sloužit např. zápisy z jednání zastupitelského orgánu podniku či jiné strategické plány nebo záznam o komunikaci, kde je tento úmysl zmiňován.“ Predátorský záměr ale většinou nejde prokázat okamžitě. Musíme přihlížet k několika faktorům, mezi které patří například způsob nastavení ceny nebo hospodářská a finanční síla. 

### Neexistence objektivního ospravedlnění
Jde o případy, kdy podnákladové ceny mají pro dominantního soutěžitele význam nikoliv z hlediska úmyslu oslabit či vyloučit jiné soutěžitele, ale jako způsob zvýšení efektivnosti a oslovení spotřebitelů při zachování zásad soutěže „on merits“.
J. Drbolová, Tzv. predátorské ceny v americkém a evropském antitrustovém právu., Brno, 2010. Diplomová práce.
U predátorských cen jsou možné následujícími motivy:
1. Soutěžní obrana – dominantní podnik nejedná ze své vlastní iniciativy, ale reaguje na snižování cen ostatními soutěžiteli.
2. Krátkodobé propagační nabídky – snaha o propagaci a zviditelnění určitého nového výrobku či získání nových zákazníků.
3. Zefektivnění na základě tržního růstu – podnik, který vstoupí nově na trh, je často nucen riskovat a podstupovat ztráty, aby v budoucnu mohl dosahovat zisku.
4. Cenové vábení a nevázané prodeje – nalákání zákazníka na nízké ceny jednoho výrobku s předpokladem, že si spotřebitel koupí i další výrobky. Typické např. u supermarketů a SW zakázek pro IT řešení.
5. Minimalizace ztrát při zvyšování výkonu – na trhu nastane situace, kdy nabídka převyšuje poptávku a soutěžitel není ziskový. Pokud není podnik za takové situace schopný pokrýt své náklady, může podnik prodávat za nejvyšší možnou cenu, což mu umožní vynahradit si ztráty nebo se udržet na trhu.
6. Obrana jako reakce na chybu – případ, kdy soutěžitel na základě nekorektního uvážení a mylného posouzení relevantních faktů považuje své chování za nepredátorské.